# Agua Hedionda, Veracruz
Agua Hedionda är en ort i Mexiko.   Den ligger i kommunen Zontecomatlán de López y Fuentes och delstaten Veracruz, i den sydöstra delen av landet, 170 km nordost om huvudstaden Mexico City. Agua Hedionda ligger 593 meter över havet och antalet invånare är 233.
Terrängen runt Agua Hedionda är kuperad, och sluttar österut. Runt Agua Hedionda är det ganska glesbefolkat, med 36 invånare per kvadratkilometer. Närmaste större samhälle är Tlachichilco, 9,2 km sydost om Agua Hedionda. I omgivningarna runt Agua Hedionda växer huvudsakligen savannskog.